# Alekséievskoie (Stàvropol)
|  | No s'ha de confondre amb Alekséievskoie. |

Alekséievskoie (en rus: Алексеевское) és un poble del krai de Stàvropol, a Rússia, que el 2017 tenia 1.705 habitants. Pertany al districte rural de Blagodarni.